# Trail des Anglais
Le Trail des Anglais est un trail court de 27 km de longueur et de 1 500 m de dénivelé positif. Le départ a lieu au Port sur l'île de La Réunion et l'arrivée est jugée sur le stade de la Redoute à Saint-Denis, le chef-lieu de l'île. Il se déroule au mois de février. Son nom provient du fait qu'une grande partie de l'épreuve se déroule sur le chemin des Anglais.

## Historique
L'édition 2012 a été reporté d'une semaine à la suite des émeutes se déroulant la nuit sur différentes communes de l'île.

## Palmarès

### Hommes
| Date | Athlète                | Nationalité | Temps           |
| ---- | ---------------------- | ----------- | --------------- |
| 2011 | Juanito Lebon          | France      | 2 h 18 min 52 s |
| 2012 | Gilsey Félicité        | France      | 2 h 14 min 9 s  |
| 2013 | David Hauss            | France      | 2 h 23 min 25 s |
| 2014 | René-Paul Vitry        | France      | 2 h 10 min 02 s |
| 2015 | Gilles Bayard          | France      | 2 h 19 min 49 s |
| 2016 | Annulé                 |             |                 |
| 2017 | Jeannick Séry          | France      | 2 h 16 min 47 s |
| 2018 | René-Paul Vitry        | France      | 2 h 16 min 53 s |
| 2019 | David Hauss            | France      | 2 h 18 min 43 s |
| 2020 | Romain Fontaine        | France      | 2 h 24 min 48 s |
| 2021 | Annulé                 |             |                 |
| 2022 | Annulé                 |             |                 |
| 2023 | Christopher Camachetty | France      | 2 h 34 min 01 s |

### Femmes
| Date | Athlète                    | Nationalité | Temps           |
| ---- | -------------------------- | ----------- | --------------- |
| 2011 | Daisy Pausé                | France      | 2 h 59 min 50 s |
| 2012 | Martine Maillot            | France      | 3 h 9 min 40 s  |
| 2013 | Pierrette Perrault-Modeste | France      | 3 h 2 min 12 s  |
| 2014 | Anne-Cécile Delchini       | France      | 2 h 54 min 22 s |
| 2015 | Claire Nedelec             | France      | 2 h 48 min 46 s |
| 2016 | Annulé                     |             |                 |
| 2017 | Camille Bruyas             | France      | 2 h 46 min 32 s |
| 2018 | Camille Bruyas             | France      | 2 h 52 min 26 s |
| 2019 | Fleur Santos da Silva      | France      | 2 h 51 min 53 s |
| 2020 | Blandine L'Hirondel        | France      | 2 h 31 min 41 s |
| 2021 | Annulé                     |             |                 |
| 2022 | Annulé                     |             |                 |
| 2023 | Isabelle Lamy              | France      | 2 h 55 min 30 s |